# うた魂♪
『うた魂♪』（うたたま）は、2008年4月5日公開の日本映画。制作時の仮題は『あたしが産卵する日〜Salmon Girl〜』、『Let's!サーモン合唱団』。興行収入は2.3億円。
2004年に開催された函館港イルミナシオン映画祭のシナリオ大賞を受賞した栗原裕光のシナリオ『あたしが産卵する日』をもとに製作された。撮影中は『Let'sサーモン合唱団』という仮題が使われ、公開時に『うた魂♪』に落ち着いた。「はこだてフィルムコミッション」が製作に協力している。
キャッチコピーは、“♪日本中がスタンディングオベーション♪”

## ストーリー
北海道の進学校・七浜高校女子合唱部のかすみ（夏帆）は歌っているときの自分が大好き。ある日、かすみは、密かに憧れていたイケメン生徒会長・牧村純一（石黒英雄）に写真を撮りたいと頼まれ、合唱コンクールの北海道予選壮行会、表情豊かに歌うかすみの姿を牧村は撮影する。撮影を頼まれ、自分のことが好きなんだと有頂天になっていたかすみだったが、出来上がった写真を見て、歌っている自分の顔がこんな顔だったのかとショックを受ける。さらにその写真を生徒会新聞に載せられ、牧村に思いを寄せる青柳レナ（岩田さゆり）にも「あんたの歌っている顔って変」と追い討ちをかけられてしまう。ショックを受け自信を無くしたかすみは、合唱部顧問の産休代員・瀬沼裕子（薬師丸ひろ子）に退部を申し出る。かすみは、夏祭りの合唱祭にラストステージとして出場するが、かすみのやる気のない態度を見ていた湯の川学院高校ヤンキー合唱部の番長・権藤洋（ゴリ）に激しく指摘されてしまう。しかし、湯の川学院のソウルフルな合唱を見て、かすみは合唱への素直な思いが蘇る。

## キャスト
- 荻野かすみ（夏帆） 七浜高校合唱部ソプラノパートリーダー。（小6のかすみ：三吉彩花）
- 権藤洋（ゴリ） 湯の川学院高校合唱部部長。
- 瀬沼裕子（薬師丸ひろ子） 七浜高校合唱部臨時顧問。音大卒。
- 牧村純一（石黒英雄） 七浜高校生徒会役員兼生徒会長。
- 野村ミズキ（徳永えり） 七浜高校合唱部副部長兼ピアノ伴奏担当。普段はアルト。（小6のミズキ：越井真優）
- 松本楓（亜希子） 七浜高校合唱部部長兼アルトパートリーダー（小6の楓：藤津摩衣）
- 青柳レナ（岩田さゆり） 七浜高校生徒会役員兼生徒会副会長。（小6のレナ：大塚千愛）
- 黒木杏子（ともさかりえ） 七浜ケーブルテレビディレクター。瀬沼の大学時代の後輩。
- 荻野康平（利重剛） かすみの父
- 荻野あゆみ（中村久美） かすみの母
- 荻野知恵蔵（間寛平） かすみの祖父。木彫り熊職人。
- 審査員（ゴスペラーズ） 本人役。全国高校生合唱コンクール北海道予選審査員。
- 篠原由紀（矢部裕貴子） 七浜高校合唱部一年生。メゾソプラノ。
- 岡田佐緒里（増元裕子） 七浜高校合唱部一年生。メゾソプラノ。
- 山田桜子（山本ひかる） 七浜高校合唱部一年生。メゾソプラノ。

湯の川学院高校合唱部
- 牛島強（ペ・ジョンミョン）
- NAOKI（KUMAMI）
- 香川純（崔哲浩）
- 堀伸一（BOBBY）
- 森田光男（七枝実）
- 大木大輔（山崎画大）
- 鬼塚千博（粕谷佳五）
- 草狩民雄（三枝永明）
- 黒柳徹夫（倉木譲二）
- 宇崎竜王（酒井勇樹）
- 石橋憲武（荒木貴裕）
- 堂本夏美（杉内貴）
- 香炉木淳（江畑浩規）
- 丹吾郎（千葉尚之）
- 東郷鉄二（皆木勇紀）
- 田中博（野崎孝司）

七浜高校合唱部
- 滝田さつき（春田瑠里）
- 長部千夏（吉川まりあ）
- 能登由紀子（小百合）
- 高橋真紀（愛実）

その他
- 溝口（森下能幸） 道南七浜バス運転手。
- 中島（田中要次） 七浜ケーブルテレビカメラマン。黒木とは大学の同級。
- 磯野（山中崇） 七浜ケーブルテレビアシスタントディレクター。
- 長谷川（加勢大周） かすみの担任。理科（生物）教師。
- 鶴本英次（児玉貴志） 湯の川学院高校合唱部顧問。
- 上原葉月（寺本愛美） レナの友人
- 新藤菜摘（森カンナ） レナの友人
- 廣瀬正（永田彬） かすみのクラスメート
- 七浜高校校長（有福正志 ）
- 喫茶店の老人客（草薙幸二郎） レナの祖父。
- 喫茶店のマスター（黒田大輔）
- 金町高校合唱部顧問（鈴木卓爾）
- 合唱コンクール司会（いずみ尚）

## スタッフ
- 監督：田中誠
- 脚本：栗原裕光、田中誠
- 原作：栗原裕光（「あたしが産卵する日」改題 / 2004年函館港イルミナシオン映画祭第8回シナリオコンクール シナリオ大賞）
- 音楽：林祐介
- 製作プロダクション：日活撮影所
- 製作：「うた魂♪」製作委員会（日活、文化放送、朝日新聞社）
- 配給：日活

## 主題歌・劇中歌
主題歌
- ゴスペラーズ「青い鳥」

劇中歌
- Early One Morning （イギリス民謡）
- 待ちぼうけ（作詞：北原白秋 作曲：山田耕筰）
- ダンシング・シスター（ノーランズ）
- 海（文部省唱歌）
- 川〜女声合唱組曲水のいのち（作詩：高野喜久雄 作曲：高田三郎）
- 15の夜（尾崎豊）
- OH MY LITTLE GIRL（尾崎豊）[1]
- 私の青空（榎本健一）
- フニクリ・フニクラ（イタリア民謡）
- 心の瞳（作詞：荒木とよひさ 作曲：三木たかし）
- Dona nobis pacem （作曲：グリーグ） 2007年度全日本合唱コンクール課題曲G2
- 宇宙創造神への呼びかけ〜男声合唱のためのリグ・ヴェーダ《宇宙創造の賛歌》（訳詩：辻直四郎 作曲：千原英喜）
- 僕が僕であるために（尾崎豊）
- あなたに（MONGOL800）

## 関連商品
- うた魂♪フル!!!（2枚組DVD〈映画本編+特典ディスク〉、2008年9月12日、日活 DVN-1027）
- 合唱曲集 うた魂♪ オフィシャル・コーラス・アルバム（楽譜、2008年4月3日 楽譜出版ケイ・エム・ピー、ISBN 978-4-7732-2804-5）
- うた魂♪ オリジナル・サウンドトラック（CD、2008年4月2日、キューンレコード、KSCL-1220）
- うた魂♪（小路幸也によるノベライズ版、朝日文庫 し37-1、ISBN 978-4022615640）
- うた魂♪（寄田みゆきによる漫画版、講談社デザートコミックス、ISBN 978-4063654943）